# Amerika Samoa
Amerika Samoa este imnul național din Samoa Americană.

## Versuri
Amerika Samoa
Lo’u Atunu’u pele ‘oe
Oute tiu I lou igoa
O ‘oe o lo’u fa’amoemoe
O ‘oe ole Penina ole Pasefika
E mo’omia e motu e lima
E ua ta’uta’ua au aga I fanua
Ma ou tala mai anamua
Tutuila ma Manu’a
Ala mai ia tu I luga
Tautua ma punou I lou Malo
Ia manuia ia ulu ola
Amerika Samoa
Ole Malo ole sa’olotoga
bis
Tautua ma punou I lou Malo
Ia manuia ia ulu ola
Amerika Samoa
Ole Malo ole sa’olotoga